# Wiktor Dubynin
Wiktor Pietrowicz Dubynin, ros. Виктор Петрович Дубынин (ur. 1 lutego 1943 w miejscowości Martjusz, w rejonie kamienskim, obwód swierdłowski, zm. 22 listopada 1992 w Moskwie) – generał pułkownik Armii Radzieckiej, generał armii Sił Zbrojnych Federacji Rosyjskiej, bohater Federacji Rosyjskiej (pośmiertnie), dowódca Północnej Grupy Wojsk Armii Radzieckiej w Polsce, pierwszy szef Sztabu Generalnego Sił Zbrojnych Federacji Rosyjskiej – I zastępca ministra Obrony Federacji Rosyjskiej.

## Życiorys
Po zakończeniu w 1964 Dalekowschodniej Szkoły Oficerskiej Wojsk Pancernych został oficerem, dowódcą plutonu czołgów. Od 1970 dowódca kompanii czołgów, od 1971 dowódca batalionu czołgów, od 1975 szef sztabu pułku czołgów. W 1976 dowódca pułku czołgów.
W 1978 został absolwentem Wojskowej Akademii Wojsk Pancernych imienia R.J. Malinowskiego.
W latach 1979–1982 dowódca dywizji pancernej. W 1980 i 1981 stał z dywizją na granicy z Polską w rejonie Grodna na Białorusi. W latach 1981–1984 był słuchaczem Akademii Sztabu Generalnego Sił Zbrojnych ZSRR im. K. Woroszyłowa w Moskwie. Po ukończeniu studiów został wyznaczony na zastępcę dowódcy armii.
30 kwietnia 1986 mianowany dowódcą 40 Gwardyjskiej Armii w Turkiestańskim Okręgu Wojskowym. Wojska 40 Armii stanowiły główną część Ograniczonego Kontyngentu Wojsk Radzieckich w Afganistanie w czasie radzieckiej interwencji w Afganistanie. Jako dowódca armii był dowódcą całości wojsk radzieckich w Afganistanie i specjalnym pełnomocnikiem Rady Ministrów ZSRR w Kabulu. Planował i prowadził operacje. W okresie częściowego wycofywania wojsk radzieckich z Afganistanu wprowadził nowe zasady działań operacyjno-taktycznych, przechodząc od nieprzerwanych walk na całym terytorium kraju do kolejnych, dobrze przygotowanych operacji, na punkty oporu mudżahedinów. Takie działania doprowadziły w ciągu kilku miesięcy do zadania dużych strat przeciwnikowi i osłabienia działań bojowych ruchu partyzanckiego (mówiono, że umiał walczyć „małą ilością rozlanej krwi”). Po roku dowodzenia 40 Armią ilość strat bezpowrotnych zmniejszyła się dwukrotnie. Armią dowodził do 1 czerwca 1987.
Po przekazaniu obowiązków w Afganistanie objął dowództwo 7 Gwardyjskiej Armii Pancernej w Białoruskim Okręgu Wojskowym w Borysowie. Od maja 1988 szef sztabu Kijowskiego Okręgu Wojskowego.
W lipcu 1989 mianowany dowódcą Północnej Grupy Wojsk i pełnomocnikiem Rządu ZSRR do Spraw Pobytu Wojsk Radzieckich w Polsce. Dzięki swojej stanowczości doprowadził do tego, że ostatnie jednostki wojsk rosyjskich opuściły Polskę dopiero 17 września 1993. W 1992 r. w wywiadzie dla „Gazety Wyborczej” stwierdził, „że 14 grudnia 1981 r. Armia Czerwona dokonałaby zbrojnej interwencji”.
10 czerwca 1992 mianowany przez prezydenta Federacji Rosyjskiej Borysa Jelcyna pierwszym szefem Sztabu Generalnego Sił Zbrojnych Federacji Rosyjskiej – I zastępcą ministra Obrony Federacji Rosyjskiej. Ówczesny minister Obrony Rosji Paweł Graczow działał pod dużym wpływem gen. Dubynina. 5 października 1992, kiedy leżał śmiertelnie chory, został mianowany generałem armii. Zmarł na raka żołądka. Pochowany na Cmentarzu Nowodziewiczym w Moskwie.
17 września 2003 roku został pośmiertnie nagrodzony tytułem bohatera Federacji Rosyjskiej i złotą gwiazdą. W miejscu urodzin wybudowano muzeum Dubynina. Riazański Wojskowy Instytut Samochodowy otrzymał imię generała armii W. Dubynina.
Odznaczenia: Bohater Federacji Rosyjskiej – 11 listopada 2003, Order Czerwonego Sztandaru, Order „Za Służbę Ojczyźnie w Siłach Zbrojnych ZSRR” II i III stopnia, Order Czerwonej Gwiazdy, Medal „Za nienaganną służbę” I, II i III klasy, Medal „Za umacnianie braterstwa broni”, Medal „Weteran Sił Zbrojnych ZSRR”, medale jubileuszowe i medal afgański.